# Wappen Dänemarks
Das Staatswappen des Königreichs Dänemark (früher kleines Reichswappen genannt) besteht aus drei gekrönten blauen Löwen mit neun roten Herzen in einem goldenen Schild unter einer goldenen Königskrone.
Die Blasonierung des dänischen Königswappens (früher großes Reichswappen genannt) lautet seit 2025 übersetzt wie folgt:
„Der Schild ist durch ein silbernes, nach außen gebogenes Kreuz mit rotem Rand in vier Teile geteilt. Feld 1: In Gold drei schreitende goldbewehrte blaue Löwen mit roten Zungen und goldenen Kronen, begleitet von neun roten Herzen (Dänemark); Feld 2: In Blau ein silberner Widder mit goldenem Panzer und roter Zunge (Färöer); Feld 3: In Blau ein aufrecht sitzender silberner Bär mit roter Zunge (Grönland); Feld 4: In Gold zwei schreitende goldbewehrte blaue Löwen mit roten Zungen (Sønderjylland/Schleswig). Herzschild: In Gold zwei rote Balken (Oldenburg). Der Schild wird von den Ketten des Dannebrogordens und des Elefanten-Ordens umschlossen.“
Das Staatswappen wird von der Regierung beziehungsweise den Ministerien gebraucht. Das Königswappen findet sich auf offiziellen Dokumenten des Königshauses sowie auf dem Siegel, das Ernennungen durch den König sowie königliche Zustimmungen zu neuen Gesetzen begleitet.
Die älteste bekannte Abbildung der Hoheitszeichen stammt von einem Siegel König Knuts VI. um etwa 1194.

## Geschichte
Die älteste Erwähnung der Farben erfolgte etwa 1270. Ursprünglich schauten die Löwen den Betrachter an und die Anzahl der Herzen variierte stark. Man sagt, die Herzen seien ursprünglich søblade (Seeblätter) gewesen, doch sei ihre wahre Bedeutung schon früh durch verschlissene und plump gearbeitete Wappensymbole während des Mittelalters verloren gegangen.
Ein königlicher Erlass von 1972 bezeichnet diese Figuren als søblade, aber im Volksmund werden sie einfach Herzen genannt. Die jetzige Version wurde 1819 während der Herrschaft König Friedrichs VI. geschaffen. Er hatte die Anzahl der Herzen auf neun festgelegt und bestimmte, dass die heraldischen Figuren nach vorn blickende Löwen sein sollten. Eine seltene Version, bei der die drei Löwen gemeinsam das dänische Banner halten, stammt aus der Regierungszeit König Eriks VII.
Die Krone auf dem Schilde ist eine heraldische Konstruktion, die auf der Krone Christian V. basiert, aber nicht mit der Krone Christians IV. verwechselt werden darf. Der größte Unterschied zur echten Krone besteht darin, dass die echte Krone mit Diamanten und nicht mit Perlen bestückt ist. Die Kronen beider Könige sowie andere königliche Insignien werden in Schloss Rosenborg in Kopenhagen aufbewahrt.
Das Wappen hat große Ähnlichkeit mit den Wappen Estlands und von Tallinn, welche beide direkt auf König Waldemar II. und die dänische Herrschaft in Nordestland 1219–1346 zurückgeführt werden können.
Das dänische Wappen ist auch Ausgangspunkt für das Wappen Schleswigs, dessen nördlicher Teil auch heute zu Dänemark gehört: die schleswigschen Löwen sind eine Minderung der drei Löwen Dänemarks. Deswegen finden sich die schleswigschen Löwen nicht nur in der deutschen Heraldik, sondern auch in dem Wappen des dänischen Königshauses.
Da zwischen dem dänischen Königshaus und den Welfen Verwandtschaft bestand, orientierte sich auch das Wappen des Fürstentums Lüneburg stark am dänischen. Durch die Union zum Herzogtum Braunschweig-Lüneburg, die Erweiterung zum Kurfürstentum Hannover und die Regentschaft des Hauses Hannover über das Britische Weltreich (1714–1901), fanden sich die Wappensymbole Dänemarks zeitweise auch im britischen Königswappen wieder. Auch im Staatswappen des Königreichs Hannover nach seiner Gründung 1814 fanden sich der blaue Löwe sowie die roten Herzen vor gelbem Grund wieder.
Das große Reichswappen beziehungsweise Königswappen hat als Schildhalter zwei keulenbewehrte wilde Männer. Sei treten zum ersten Mal im 15. Jahrhundert unter Christian I. auf, werden später durch Löwen und andere Figuren ausgetauscht und setzten sich erst allmählich durch.
Das einstige große Reichswappen beziehungsweise heutige Königswappen wurde und wird von Zeit zu Zeit neuen politischen Realitäten angepasst. Das aktuell gültige Königswappen wurde durch königliche Resolution vom 20. Dezember 2024 festgesetzt und ist seit dem 1. Januar 2025 gültig.
Bis 1959 benutzte die dänische Staatsadministration sowohl ein kleines („Drei Löwen“-)Wappen als auch ein großes Wappen, vergleichbar dem heutigen Wappengebrauch in Schweden. 1959 konkludierte eine staatliche Kommission, dass dem Charakter nach das große Wappen nicht ein Nationalsymbol, sondern das Dynastiesymbol sei – es führte damals mit den Wappen Holsteins, Stormarns, Dithmarschens, Lauenburgs, Delmenhorsts, der „Goten“ und der „Wenden“, lauter historische Titel des Monarchen –, und beschloss, dass dänische Behörden inskünftig nur das „Drei-Löwen-Wappen“ benutzen dürften. Das frühere große, seit 1972 allerdings aller historischer Titel entledigte Wappen wird jetzt offiziell als Königswappen bezeichnet, und sein Gebrauch ist seitdem für den König, die königliche Familie, ihre Leibgarde und den Hof reserviert.
|  | Siegel Waldemar II. des Siegreichen (Regierungszeit 1202–1241). |
|  | Siegel Erik V. (Regierungszeit 1259–1286). |
|  | Siegel Erik VI. (Regierungszeit 1286–1319). Die beiden Adler weisen auf seine brandenburgische Mutter hin. |
|  | Siegel Waldemar IV. Atterdag (Regierungszeit 1340–1375). Frühe 1340er Jahre. Das Helmzeichen ist zwei Büffelhörner (dän.: vesselhorn) jedes Horn mit drei Gruppen Pfauenfedern besteckt. |
|  | Fresko König Waldemars als König (1370er Jahre). |
|  | Ein Siegel Erik VII „von Pommern“, 1398. Die drei Löwen tragen die dänische Flagge. |
|  | Siegel Christopher III. „von Bayern“, 1440er Jahre. |
|  | Sigilum secretum von Christian I., 1449. |
|  | Sigilum secretum Christian I., 1457–1460. |
|  | Siegel Königs Johann I. (Regierungszeit 1481–1513). |
|  | Siegel Christian III. (Regierungszeit 1534–1559). |
|  | Wappen von Christian III. wie es 1550 in der ersten dänischsprachigen Bibel erschien. |
|  | Wappen Friedrich II. Kupferstich von Jens Bircherod, 1581. |
|  | Erik XIV. von Schweden fügte die norwegischen und dänischen Wappen zum schwedischen hinzu. Dies war einer der Gründe für den Dreikronenkrieg. |
|  | Wappen Friedrich II. Kupferstich 1592. |
|  | Typischer Wappenschild ca. 1559–ca. 1699. Der Hauptschild repräsentiert die königlichen Titel (erstes Feld: Dänemark, zweites Feld: Norwegen, drittes Feld: Kalmarer Union (Schweden), viertes Feld: der König der Goten, Schildfuß: der König der Wenden), der Mittelschild repräsentiert die herzöglichen Titel (Schleswig, Holstein, Stormarn und Dithmarschen), der Herzschild die Stammlande der Dynastie der Oldenburger (Oldenburg und Delmenhorst). |
|  | Wappen ca. 1699–1819. Die schleswigschen Löwen wurden von dem Mittelschild bis dem Hauptschild verschoben. Diese Änderung symbolisiert, dass Christian V. sich als einziger Herr Schleswigs betrachtete. Dieser Anspruch wurde 1721 in dem Frieden nach dem Großen Nordischen Krieg anerkannt. |
|  | Wappen aus der ersten Ausgabe der Kongelig allene privilegerede Tronhiems Adresse-Contoirs Efterretninger, 1767, mit einem simplifizierten Wappen Dänemarks, Norwegen und der Kalmarer Union (ein sogenanntes „Kabinettwappen“). Im 18. Jahrhundert wurde auch simplifizierte Wappen benutzt, z. B. von dem Kanzleien. |
|  | Großes Wappen 1819–1903. In diesem Wappen schied der norwegische Löwe aus. Das erste Feld zeigt das Wappen Dänemarks mit den drei gekrönten Löwen und Herzen. Seit 1819 liegt die Zahl der Herzen fest (neun). Im zweiten Feld befindet sich das Wappen von Schleswig mit den beiden Löwen, die im Unterschied nicht gekrönt sind. Die drei Kronen im dritten Feld repräsentieren offiziell die Kalmarer Union, sind aber mit dem Wappen Schwedens identisch. Island ist durch einen gekrönten Stockfisch auf rotem Grund repräsentiert, daneben finden sich der Widder der Färöer und der Eisbär Grönlands. Im vierten Feld sind zwei mittelalterliche Titel der dänischen Könige repräsentiert; der König der Goten (oben) und der Wenden (unten). Der Schild in der Mitte zeigt die Wappen Holsteins, Stormarns, Dithmarschens und Lauenburgs. Der Herzschild ist gespalten von Oldenburg und Delmenhorst.                                                                              |
|  | Großes Wappen 1903–1948. Da Island nach seiner Unabhängigkeit weiterhin den dänischen König als Staatsoberhaupt hatte und damit mit Dänemark eine Personalunion bildete, blieb es im großen Reichswappen Dänemarks auch nach 1918 vertreten. Dessen Version von 1903 ist allerdings die einzige, in der Island durch einen Falken statt des traditionellen Stockfischs repräsentiert wurde. |
|  | Großes Wappen 1948–1972. 1944 wurde in Island die Republik proklamiert, und das Land schied aus der Union mit Dänemark aus. In der Folge wurde das isländische Falken-Wappen 1948 aus dem großen Wappen entfernt. Seit 1959 gilt das große Reichswappen als Königswappen und wird nun nicht mehr von der Regierung verwendet. |
|  | Königliches Wappen 1972–2024. Im Herzschild befindet sich nunmehr das Wappen des Hauses Oldenburg alleine, als Zeichen für die Herkunft des dänischen Königshauses. Königin Margrethe II. verzichtete bei ihrem Amtsantritt 1972 auf alle historischen Titel, was sich zugleich im Königswappen niederschlug: Zum einen wurden die Wappen Holsteins, Stormarns, Dithmarschens, Lauenburgs und Delmenhorst – alles Gebiete, die schon seit längerem in keinem faktischem Zusammenhang mit der dänischen Krone mehr standen – entfernt. Zum andern wurden die historisierenden Wappen für die Goten und Wenden im vierten Feld durch das dänische Staatswappen ersetzt, das sich schon im ersten Feld befindet. Zugleich wurde das Dannebrog-Kreuz nüchterner gestaltet. |
|  | Königliches Wappen seit 2025. König Frederik X. wünschte „ein zeitgemäßes Königswappen zu schaffen, das sowohl die Reichsgemeinschaft widerspiegelt als auch Rücksicht auf die Geschichte einschließlich der heraldischen Tradition nimmt“. Im Herzschild befindet sich weiterhin das Wappen des Hauses Oldenburg. Im ersten Feld ist das dänische Staatswappen platziert, im zweiten Feld das Wappen der Färöer, im dritten Feld das Wappen Grönlands und im vierten Feld das Wappen Schleswigs. Mit den separaten Feldern für Grönland und die Färöer soll die Gemeinschaft der drei Reichsteile im Königswappen stärker hervortreten. Das Wappen mit den drei Kronen wurde aufgegeben, da es schon lange keinen aktuellen Charakter mehr hat, das Wappen Schleswigs hingegen beibehalten, um die eigenständige Geschichte des Landesteils Sønderjylland auszudrücken. Außerdem wurde das Dannebrog-Kreuz wieder in das früher übliche, nach außen gewölbte Dannebrog-Kreuz umgewandelt. |

## Gemeindewappen
Für die Gemeindewappen siehe die Zusammenstellungen in den Artikeln Region Nordjylland, Region Midtjylland, Region Syddanmark, Region Sjælland und Region Hovedstaden beziehungsweise die jeweiligen Artikel für die einzelnen Gemeinden.